# یکی از ما (فیلم)
یکی از ما (به تامیلی: Nammavar) و (به انگلیسی: One of ours) فیلمی هندی محصول سال ۱۹۹۴ و به کارگردانی کی. اس. ستوماداوان است. در این فیلم بازیگرانی همچون کمال حسن، گائوتامی، ناگش و سریویدیا ایفای نقش کرده‌اند.